# Sonor (musique)
Pour les articles homonymes, voir Sonor.
 (octobre 2018).
Si vous disposez d'ouvrages ou d'articles de référence ou si vous connaissez des sites web de qualité traitant du thème abordé ici, merci de compléter l'article en donnant les références utiles à sa vérifiabilité et en les liant à la section « Notes et références ».
Sonor est un fabricant allemand d'instruments de percussions créé en 1875 à Weißenfels, sur la Saale.

## Historique

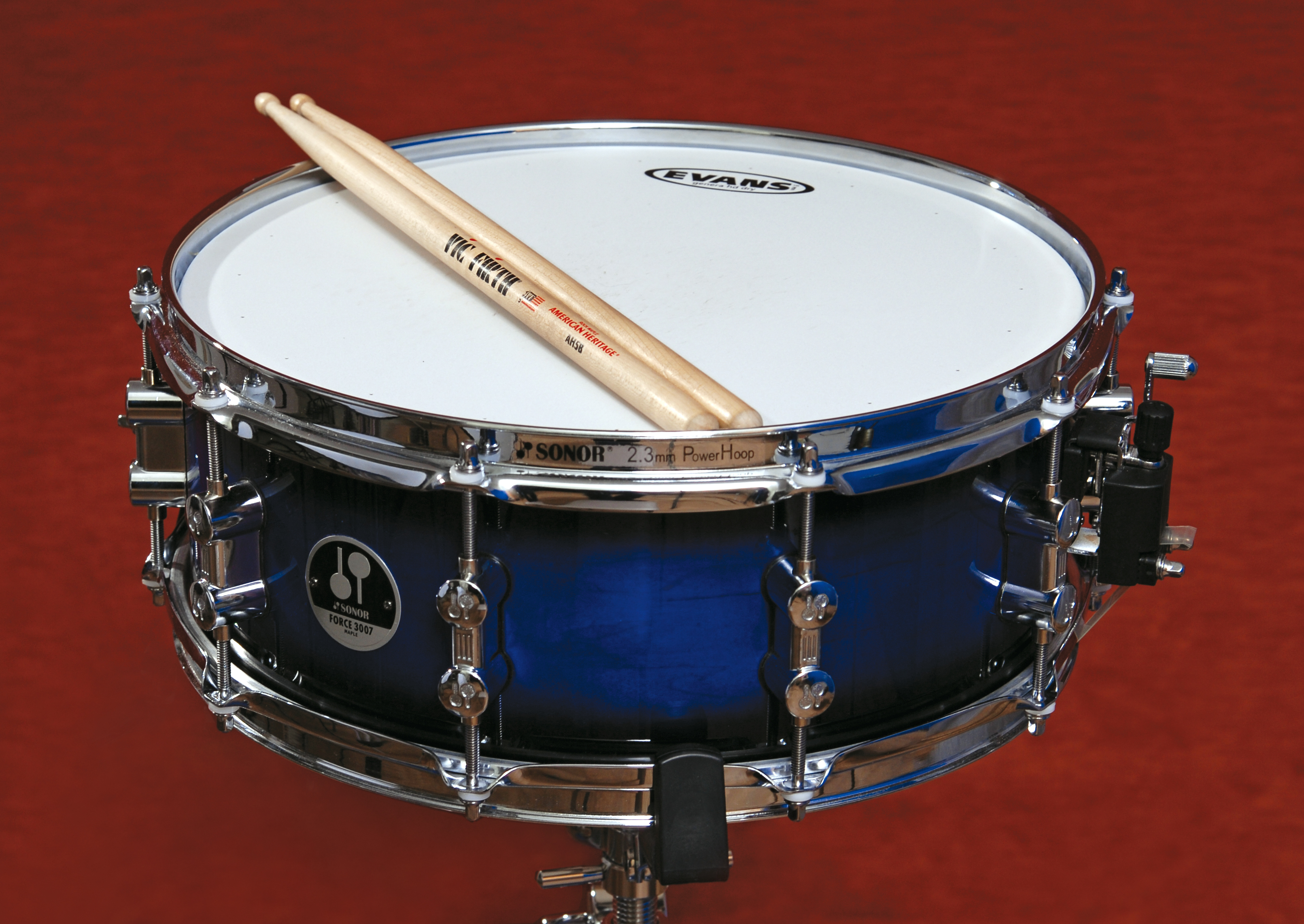
Une caisse claire de Sonor.

Johannes Link, un tourneur sur bois et tanneur d'origine bavaroise né en 1848, fonde seul en 1875 un atelier de production de tambours militaires et de peaux à Weißenfels. À la fin du XIXe siècle l'entreprise compte 53 ouvriers et étend sa production aux caisse claires, aux timbales, aux xylophones et d'autres instruments de percussion. En 1907, Sonor devient une marque déposée et est alors le leader des percussions  en Allemagne[réf. nécessaire].
Avec l'arrivée du jazz dans les années 1930, la marque s'adapte et sort alors son premier catalogue de kits de batterie jazz. En 1946, les fils et petit-fils de Johannes Link, Otto et Horst, fondent une nouvelle entreprise à Aue en Westphalie, en Allemagne de l'Ouest. En effet, peu après Seconde Guerre mondiale, le gouvernement est-allemand exproprie la famille Link et Sonor devient une entreprise publique. Aujourd'hui, l'usine est toujours située dans l'ortsteil d'Aue, dans la ville de Bad Berleburg, en Rhénanie-du-Nord-Westphalie.
Elle produits trois catégories d'instruments : des batteries, des percussions pour fanfares et musique classique et d'autre percussions.